# Augusto Corelli
Augusto Corelli (Roma, 26 maggio 1853 – Roma, 3 aprile 1918) è stato un pittore italiano.

## Biografia
Nacque a Roma da Eugenio Corelli e Mary Ann Parry (nata nel 1822 a Lugwardine, villaggio dell'Herefordshire in Inghilterra). Augusto è il quinto di sei figli: Edoardo, Filippo, Clemente, Giulia e Giuditta. Si formò artisticamente presso l'Accademia di San Luca a Roma, dove si diplomò all'età di diciotto anni. Fu allievo del pittore napoletano Achille Guerra. Frequentò a Roma l'Accademia di Giggi in Via Margutta che era stata fondata da un modello per lo studio dal vero della figura umana e costituiva all'epoca un punto di ritrovo per i più rinomati artisti anche stranieri.
Nel 1879 si trasferì a Parigi dove rimase solo alcuni mesi poiché non trovò l'ambiente confacente alla sua visione artistica. Egli, infatti, era attratto soprattutto dal paesaggio e dal mondo rurale montano.
Tornato in Italia, a Roma, iniziò a viaggiare nel Lazio e in Abruzzo alla ricerca di soggetti che ispirassero la sua sensibilità artistica. Nel 1880,  mentre percorreva la via Tiburtina Valeria alla volta dell'Abruzzo in compagnia del suo allievo, il pittore Domenico Pennacchini (suo futuro cognato), la diligenza sulla quale viaggiavano fece sosta presso il fiume Aniene di fronte al paese di Anticoli Corrado.  Il Corelli nelle sue memorie narra di essere stato attratto da questo paese arroccato sopra ad un promontorio, decidendo così di fermarvisi. Fu ammaliato dalla bellezza dei suoi abitanti e dagli scorci paesaggistici. Iniziò in questo luogo un febbrile lavoro pittorico tornandovi più volte e reclutando come modelli gli anticolani, molti dei quali, da lì a pochi anni, diventarono modelli professionisti.
A Roma raccontò con entusiasmo ai suoi amici artisti di questo paese che aveva scoperto. Quest'ultimi incuriositi iniziarono a visitare Anticoli rimanendone anch'essi affascinati, tantoché  nel giro di qualche anno vi si creò una nutrita colonia artistica.  Il Corelli fu il primo che costruì ad Anticoli un vero e proprio studio artistico come afferma il pittore Orazio Amato. Lo stesso Amato compose l'epigrafe, incisa su una lastra di marmo apposta sulla facciata dello studio, che così recitava: "Cui primo arrisit sylvestris horum montium poesis, Augustus Corelli, civis romanus hanc domum artis cultui sacram, Anno 1884, posuit".  Tale edificio verrà abbattuto nel 1950 per far posto ad una strada comunale.
Nel 1881 entra nella Società degli Acquerellisti e nel 1909 ne diventa consigliere. Augusto Corelli è tra i primi artisti italiani a scoprire l'ambiente di Anticoli Corrado, sull'esempio dei pittori danesi Niels Andreas Bredal e Carl Otto Haslund. Sono particolarmente apprezzati i suoi acquerelli.
Ha sposato una modella del luogo, Emilia Meddi, da cui ha avuto quattro figli, di cui il primo, Corrado, diventa scultore e il secondo, Filiberto (1886–1969), nato ad Anticoli Corrado, diventa pittore e aderisce al gruppo dei XXV della campagna romana. Corrado e Filiberto amavano lo sport e hanno giocato nella S.S. Lazio (che allora si chiamava Società Podistica Lazio), nei ruoli di ala e di mezzala. Gli altri due figli sono Mario, imprenditore edile e Riccardo, chimico, professore presso l'Università di San Pietro in Vincoli di Roma.
Il Civico museo di arte moderna di Anticoli Corrado possiede la tela di Augusto Corelli Piazza delle Ville, del 1884, donata dagli eredi.

### Titoli e riconoscimenti
Consigliere e professore accademico presso la Reale Insigne Accadiemia di San Luca, vice presidente della Società Amatori e cultori di Belle Arti in Roma, membro onorario dell'Associazione Acquarellisti di Vienna, membro onorario dell'Associazione Benvenuto Tisi da Garofalo, membro onorario dell'Associazione acquarellisti di Roma, membro corrispondente dei Secessionisti di Monaco di Baviera, giudice nei concorsi di pittura e delle Commissioni ministeriali giudicatrici per ammettere i professori presso gli Istituti d'arte.
Tra i tanti premi ricevuti ricordiamo Diploma d'onore a Barcellona, Medaglia d'oro all'Esposizione internazionale di Anversa, Gran Premio medaglia d'oro all'Esposizione internazionale di Berlino conferita dall'Imperatore di Germania (1884), medaglie d'oro e diplomi delle esposizioni internazionali di Chicago, Parigi, Pietroburgo, Saint Louis, Buenos Aires.